# Leon Goldensohn
Leon N. Goldensohn (Nueva York, Estados Unidos de América, 19 de octubre de 1911-Tenafly, Nueva Jersey, Estados Unidos de América, 24 de octubre de 1961). Psiquiatra estadounidense que estuvo encargado de supervisar la salud mental de los veintiún nazis acusados en espera de juicio en Núremberg en 1946.

## Biografía
Nacido en el seno de una familia de judíos lituanos emigrantes en Estados Unidos, se unió al Ejército de los Estados Unidos en 1943 y fue enviado a los frentes de la guerra mundial en Europa. Estuvo en Francia y Alemania, como psiquiatra de la 63.ª División de Infantería. Al final de la guerra, hubo de reemplazar en enero de 1946 durante seis semanas a otro psiquiatra ante el tribunal de los Juicios de Núremberg; al tiempo, pasó más de seis meses visitando a los acusados presos casi todos los días. Entrevistó a la mayoría de los acusados, entre ellos a Hermann Göring, comandante en jefe de la Luftwaffe, Rudolf Höss, el primer comandante del campo de concentración de Auschwitz, y Joachim von Ribbentrop, el ministro de Relaciones Exteriores de Alemania desde 1938 hasta 1945. Goldensohn llevó a cabo la mayoría de sus entrevistas en inglés con la ayuda de un traductor para que los acusados y testigos se pudieran expresar libremente en su propio idioma. Algunos de los entrevistados, en particular el ministro de Relaciones Exteriores Ribbentrop y el Großadmiral Karl Dönitz, hablaban con fluidez el inglés y prefirieron mantener las entrevistas en dicho idioma.
Goldensohn trabajó como psiquiatra de la prisión hasta el 26 de julio de 1946. Había decidido escribir un libro sobre la experiencia, pero más tarde contrajo tuberculosis y murió de un ataque al corazón en 1961 sin haber finalizado la obra. Las notas detalladas que tomó durante su estancia en Núremberg, más tarde fueron examinadas y recopiladas por su hermano Eli, en ese momento un neurólogo retirado. Robert Gellately, un erudito de la Segunda Guerra Mundial, editó las anotaciones de las entrevistas en el libro The Nuremberg Interviews, revisada y ampliada posteriormente en The Nuremberg Interviews: Conversations with the Defendants and Witnesses; en total, se han realizado desde 2004 a 2015, sesenta y cuatro ediciones en trece idiomas. En español se publicó por vez primera en 2004 como Las entrevistas de Núremberg por la Editorial Taurus.